# إروين ليفين
إروين ليفين (بالإنجليزية: Irwin Levine)‏ هو كاتب أغاني وملحن أمريكي، ولد في 23 مارس 1938 في نيوآرك في الولايات المتحدة، وتوفي في 21 يناير 1997 في ليفنجستون ‏ في الولايات المتحدة.

## وصلات خارجية
- إروين ليفين على موقع IMDb (الإنجليزية)
- إروين ليفين على موقع ميوزك برينز (الإنجليزية)
- إروين ليفين على موقع قاعدة بيانات برودواي على الإنترنت (الإنجليزية)
- إروين ليفين على موقع ديسكوغز (الإنجليزية)